# Georg Nößler

Georg Nößler, aus: Martin Friedrich Seidels Bildersammlung der Mark Brandenburg

Georg Nößler, auch: Nössler (* 10. Mai 1591 in Neu-Cölln; † 9. Juli 1650 in Altdorf bei Nürnberg) war ein deutscher Professor für Medizin und Philosophie.
Georg Nößler war ein Sohn des Berliner Hofpredigers Martin Nößler. Deshalb war der Kurfürst Johann Georg sein Taufpate. Im Alter von 14 Jahren kam er an das Gymnasium Halle (Saale), das er aber wegen einer Pestepidemie wieder verlassen musste. Daraufhin studierte er an der Brandenburgischen Universität Frankfurt und der Universität Wittenberg Medizin und Philosophie.
Nach dem Tod seiner Eltern promovierte er an der Universität Helmstedt im Jahre 1614. Danach begab er sich auf eine dreijährige Bildungsreise nach Italien. Dort hielt er sich unter anderem an der Universität Padua und in Venedig auf.
Ab 1618 war Nößler Professor für Medizin und Philosophie an der Universität Altdorf. Dort heiratete er 1618 Ursula geb. Schäbin, die Witwe von Eustachi Unterholzer, einem Nürnberger Genannten des Großen Rats. Nach deren Tod heiratete er 1633 Catharina Pfaud, mit welcher er fünf Söhne hatte. Ferner wurde er Mitglied des Nürnberger Ärzte-Kollegiums und Leibarzt des Pfalzgrafen Johann Friedrich von Hilpoltstein. An der Universität bekleidete er sechsmal das Amt des Dekans der philosophischen Fakultät und achtmal das des Dekans der medizinischen. Ferner war er fünfmal Rektor der Universität. Er starb 1650 als aktiver Professor in Altdorf.